# Jardins de Can Marcet
Els Jardins de Can Marcet són una zona verda del barri de la Vall d'Hebron de Barcelona, situats entre la plaça de Botticelli i el passeig de la Vall d'Hebron. Foren inaugurats l'any 2018 després de finalitzar la tercera fase d'arranjament de l'avinguda de Can Marcet.

## Descripció
Estan dividits en tres espais urbanitzats en anys diferents. El primer sector, situat entre la plaça de Boticelli i el carrer de la Maternitat d'Elna, consta d'una zona verda i una zona d'estada amb bancs. El segon sector, situat entre aquest últim i el carrer de Joan B. Cendrós, consta d'una àrea de jocs infantils.
El tercer sector, d'unes 0,6 ha, està constituït per 5 plataformes horitzontals, separades per talussos verds, per tal de minimitzar el desnivell de l'espai. Dues plataformes contenen zones d'estada, dues més contenen zones de jocs infantils i una conté una àrea d'esbarjo per a gossos.